# .38 Special

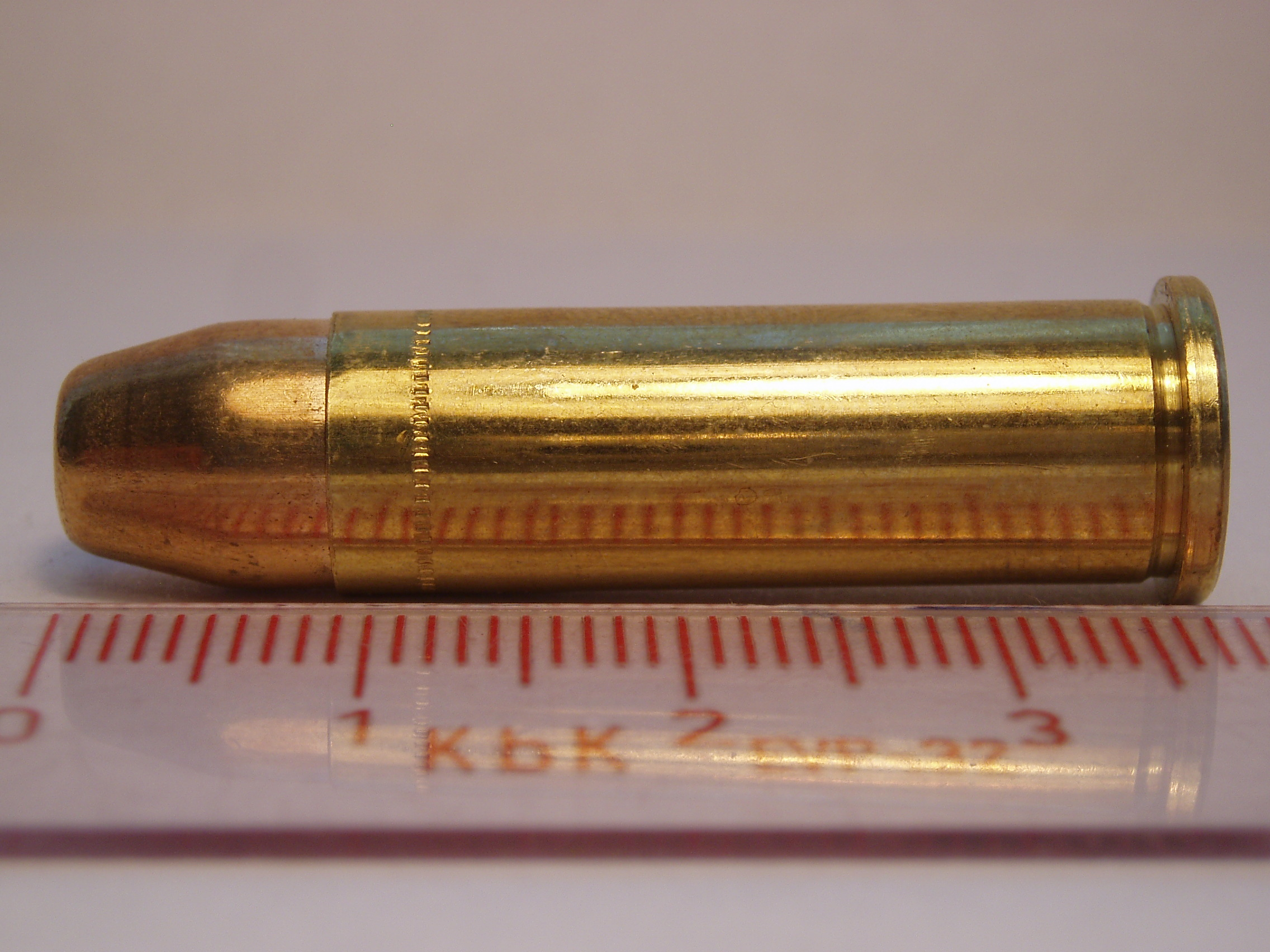
Náboj s měřítkem

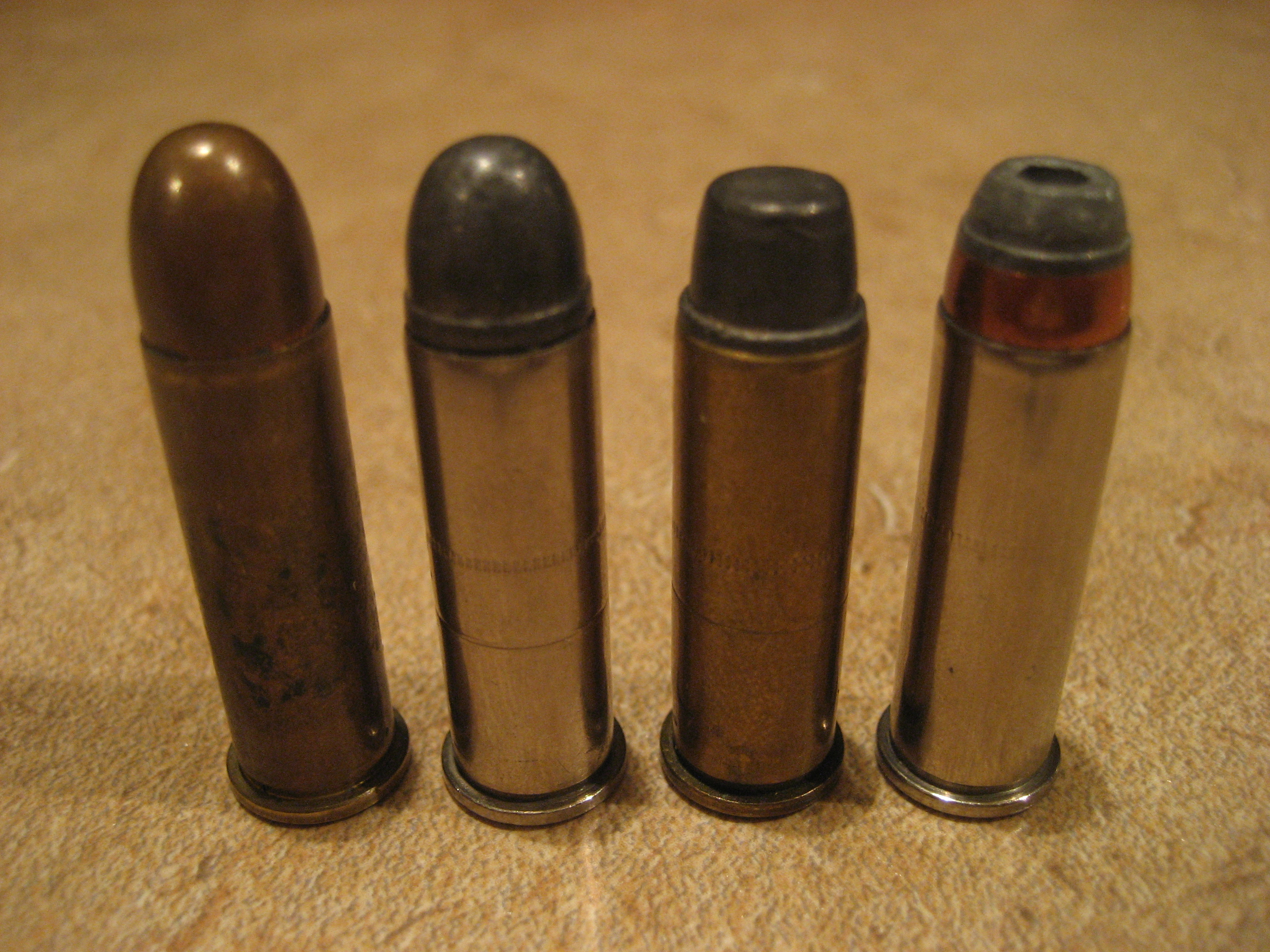
Náboje .38 Special s různými projektily

.38 Special je náboj se středovým zápalem navržený firmou Smith & Wesson. Většinou se používá v revolverech, ale někdy se vyskytne i pistole nebo puška komorovaná na tento náboj. V USA se od 20. let do 80. 20. st jednalo o standardní služební náboj většiny policejních oddělení.
Navzdory jeho jménu, je jeho ráže 0,357-,0,358" (9,0678mm). „.38“ označuje průměr jeho mosazné nábojnice. Tento náboj je co do rozměrů až na svoji délku identický s náboji .38 Long Colt a .357 Magnum. Takže je možné tento náboj nabít i do revolveru, který je komorovaný pro náboj .357 Magnum. (Ale ne opačně. Z důvodu mnohem vyšších výstřelových tlaků by mohlo dojít k poškození zbraně a vážnému poranění střelce).

## Historie

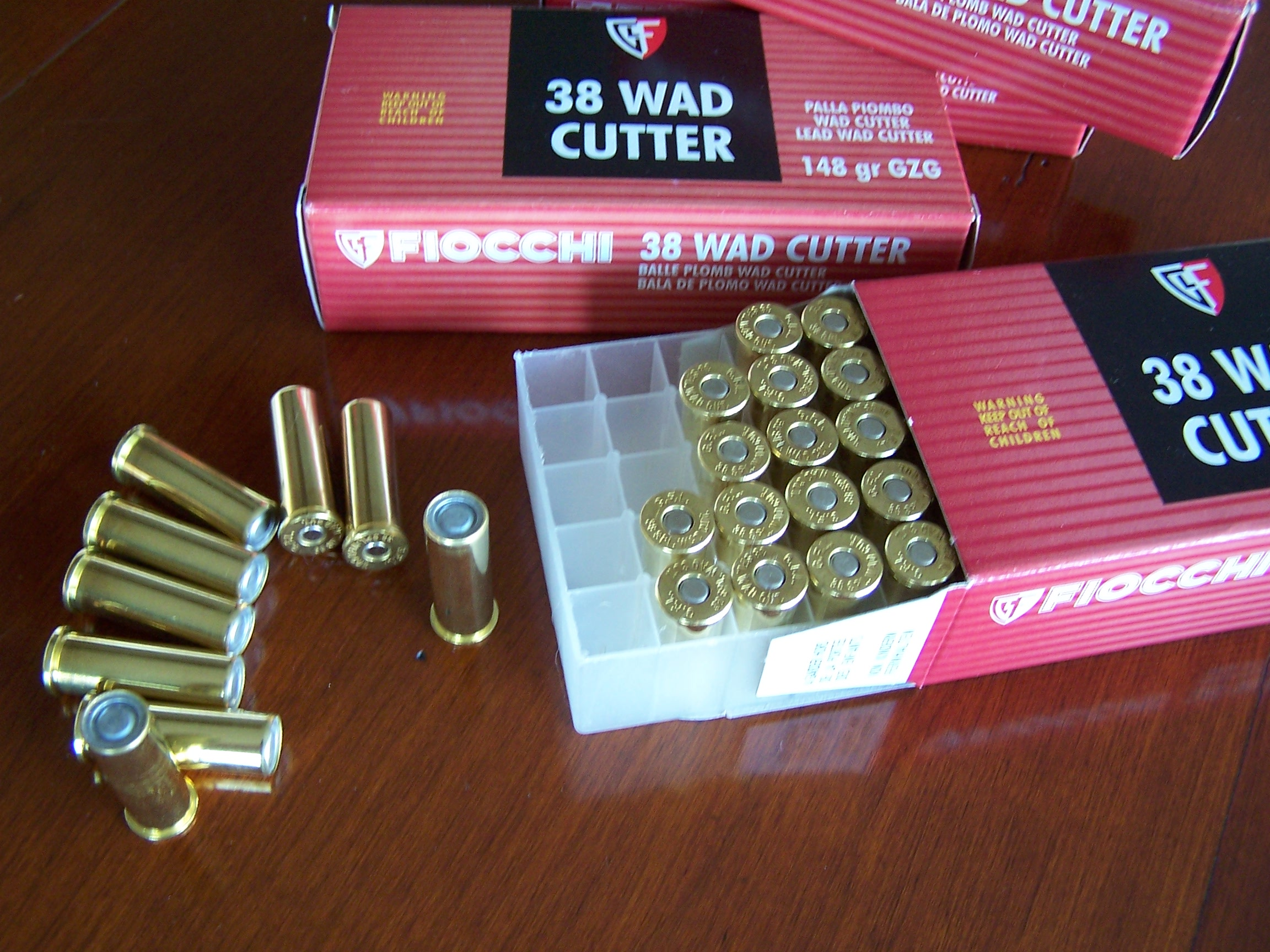
Krabička nábojů wadcutter v ráži .38 SP

Náboj .38 Special byl uveden na trh v roce 1902 jak vylepšení náboje .38 Long Colt (jednalo se o vojenský služební náboj), u kterého se během filipínsko-americké války ukázalo, že jeho zastavující efekt je nedostatečný. Ačkoliv v době jeho uvedení se už 16 let používaly i náboje s bezdýmým střelným prachem, byl tento náboj zpočátku plněn černým prachem. Teprve rok po jeho uvedení na trh se začal nabízet i ve verzi s bezdýmým prachem.
Tento náboj byl velmi přesný (při použití kvalitního revolveru) a působil malý zpětný ráz při výstřelu. Z těchto důvodů je velmi populární dodnes (vliv na toto má také jeho relativně nízká cena).
Používá se pro terčovou střelbu, pro lov menší zvěře (to v ČR není z legislativních důvodů možné) a na sebeobranu. Co se týče použití pro účely sebeobrany, tak ale někteří považují jeho výkon za nedostatečný.
Ve 30. letech 20. století se pro terčovou střelbu používaly i některé těžké revolvery. Ty byly schopné snést větší výstřelové tlaky, což umožnilo vývin silnější varianty .38 Special Hi-Speed. Ta existovala přibližně 3 desítky let, než byla nahrazena nábojem .357 Magnum. V dnešní době se vyrábí varianta .38 Special +P, kde je tlak zvýšený jenom lehce.

## Výkon

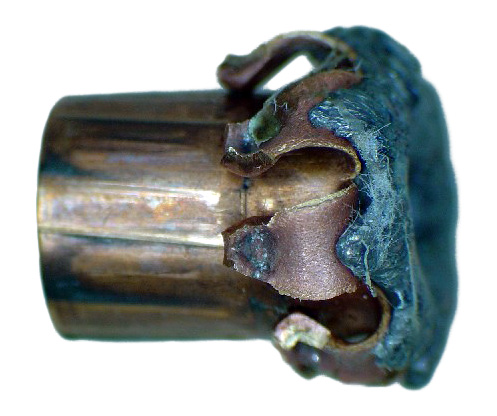
Deformovaná střela

Díky dědictví střelného prachu se jedná o nízkotlaký náboj. Jeden s nejnižším tlakem, který se dnes používá vůbec. Podle současných měřítek .38 Special střílí střelu střední hmotnosti s poměrně nízkou úsťovou rychlostí. Nejpodobnější tomuto náboji je jednak .380 ACP, který má lehčí střelu a vyšší rychlost, ale úsťová energie je o něco nižší než u většiny laborací .38 Special, dále pak 9 mm Luger, který má lehčí střelu, ale mnohem vyšší úsťovou rychlost a úsťovou energii. Oba tyto náboje se ale na rozdíl od .38 Special používají v samonabíjecích pistolích.
.38 Special +P, který má vyšší výstřelový tlak než standardní varianta má cca o 20 % vyšší úsťovou energii a výkonem spadá mezi .380 ACP a 9 mm Luger
Experimenty prokázaly, že je dostatečně efektivní pro účely sebeobrany, ale pouze menší policejní oddělení vydávají revolvery komorované na náboj .38 Special jako standardní služební zbraně. Většina jich přešla na samonabíjecí pistole s vyšší kapacitou nábojů v rážích 9 mm Luger, .357 SIG, .40 S&W, a .45 ACP. Je ale stále běžný v bezpečnostních agenturách, které oceňují spolehlivost a jednoduchost použití revolveru, dále u civilních osob pro skryté nošení a jako záložní policejní zbraň.
Průměrná hmotnost střely: cca 130 grainů
Průměrná úsťová rychlost: 257 m/s
Průměrná úsťová energie: 290 J
(Tyto údaje se u jednotlivých laborací mohou i velmi výrazně lišit)

## Příklad zbraní komorovaných na tento náboj
- Astra 680
- Astra Cadix
- Beretta PR-71
- Colt M1908 Army Special
- Colt Detective Special
- S&W Model 10
- S&W Model 642
- ČZ ZHR 820
- Alfa Holek Model 820
- Ruger SP 101
- ZKR 551

## Synonyma názvu
- .38
- .38 Smith & Wesson Special
- .38 S&W Special